# Fonologia limbii române
Fonologia limbii române stabilește inventarul de unități segmentale (vocale și consoane) și unități suprasegmentale (accent, intonație) cu valoare funcțională, caracteristic limbii române. Totodată, ca în fonologia oricărei alte limbi, sunt determinate seriile de sunete echivalente (alofone) prin care se realizează fiecare fonem în parte.
Prin analiza valorii funcționale a diferitelor aspecte fonetice se ajunge la concluzia că limba română standard folosește următoarele unități segmentale:
- șapte vocale,
- patru semivocale, care în unele analize sunt echivalate cu vocalele corespunzătoare,
- o vocală asilabică și devocalizată /ʲ/, care uneori este echivalată cu vocala /i/,
- douăzeci de consoane

și următoarele unități suprasegmentale:
- accent,
- intonație,

fiecare dintre acestea putându-se realiza fonetic în mai multe moduri echivalente fonologic.
Lipsesc așadar din inventarul fonematic al limbii române numeroase vocale și consoane, clicuri, croneme, tonuri etc. Astfel de aspecte fonetice pot apărea totuși de exemplu în interjecții, pronunții idiolectice, regionale sau arhaice, ori în împrumuturi neadaptate.

## Unități segmentale
Unitățile segmentale sunt sunetele simple (vocale și consoane) din care se alcătuiesc silabele și apoi cuvintele. Din punct de vedere funcțional, existența a două categorii distincte de sunete --- vocale și consoane --- și diferența dintre ele se poate demonstra astfel:
1. Se constată că seria [a, e, i, ...] și seria [b, k, d, ...] sunt incompatibile, în sensul că dacă în cadrul fiecărei serii în parte prin înlocuirea unui sunet cu altul din aceeași serie se obține fie un cuvânt cu un alt sens fie un cuvânt perceput ca posibil, dar fără sens (de exemplu par-por sau par-car), înlocuirea unui sunet dintr-o serie cu un sunet din cealaltă serie nu este posibilă fără schimbarea structurii cuvântului (de exemplu aer-cer, unde numărul de silabe se modifică).
2. Nu este posibilă eliminarea dintr-un cuvânt a unui sunet din seria [a, e, i, ...] (înlocuirea lui cu zero) fără ca structura cuvântului să se modifice. În schimb sunetele din seria [b, k, d, ...] pot lipsi din cuvânt.

Astfel se face distincție între vocale, ca sunete care pot alcătui singure o silabă și care pot purta accentul, și consoane, care nu au această calitate. Există desigur și alte definiții pentru vocale și consoane, care au în vedere modul de articulare (deci aspectul fonetic) sau proprietățile acustice ale acestora, dar în subiectul de față interesează cu precădere relațiile pe care le contractează diversele sunete. Trebuie remarcat de asemenea că o astfel de analiză funcțională mai are avantajul de a releva rolul de vocală sau consoană al unui sunet în particular pentru limba română; în alte limbi aceleași sunete pot juca alte roluri, de exemplu în limba engleză sunetele [l] și [m] pot funcționa în anumite condiții ca vocale.

### Foneme vocalice

#### Vocale propriu-zise
Inventarul de vocale al limbii române conține șapte sunete și diferite variații fonetice ale acestora:
| Sunet | Exemplu | Descriere                              | Notație fonetică românească |
| ----- | ------- | -------------------------------------- | --------------------------- |
| [a]   | amar    | vocală deschisă centrală nerotunjită   | a                           |
| [e]   | elev    | vocală mijlocie anterioară nerotunjită | e                           |
| [i]   | iris    | vocală închisă anterioară nerotunjită  | i                           |
| [o]   | ocol    | vocală mijlocie posterioară rotunjită  | o                           |
| [u]   | uluc    | vocală închisă posterioară rotunjită   | u                           |
| [ə]   | fără    | vocală mijlocie centrală nerotunjită   | ă                           |
| [ɨ]   | vârî    | vocală închisă centrală nerotunjită    | â, î                        |

În unele împrumuturi neadaptate se păstrează două vocale suplimentare, similare cu cele din limbile de origine. Acestea nu fac parte din inventarul de foneme de bază ale limbii române, dar le menționăm aici pentru că apar în cuvinte încetățenite, iar vorbitorii instruiți le folosesc ca atare:
| Sunet | Exemple          | Descriere                            | Notație fonetică românească |
| ----- | ---------------- | ------------------------------------ | --------------------------- |
| [ø]   | bleu, löss       | vocală mijlocie anterioară rotunjită | ö                           |
| [y]   | führer, bruxelez | vocală închisă anterioară rotunjită  | ü                           |

Diagrama de mai jos arată cele șapte foneme vocalice ale limbii române (și cele două vocale rare), clasificate după gradul de deschidere a cavității orale, gradul de anterioritate a locului de articulare și caracterul labial/nelabial (rotunjit/nerotunjit).
| Vocale Vezi și AFI, consoane. | Vocale Vezi și AFI, consoane.                                         | Vocale Vezi și AFI, consoane.                                         | Vocale Vezi și AFI, consoane.                                         | Modificare                                                            | Modificare                                                            |
| Deschidere | Anterioritate                                                         | Anterioritate                                                         | Anterioritate                                                         | Anterioritate                                                         | Anterioritate                                                         |
| Deschidere | Anterioare                                                            | Semiant.                                                              | Centrale                                                              | Semipost.                                                             | Posterioare                                                           |
| Închise | \| i y ɨ ʉ ɯ u ɪ ʏ ʊ e ø ɘ ɵ ɤ o e̞ ø̞ ə o̞ ɛ œ ɜ ɞ ʌ ɔ æ ɐ a ɶ ä ɑ ɒ \| | \| i y ɨ ʉ ɯ u ɪ ʏ ʊ e ø ɘ ɵ ɤ o e̞ ø̞ ə o̞ ɛ œ ɜ ɞ ʌ ɔ æ ɐ a ɶ ä ɑ ɒ \| | \| i y ɨ ʉ ɯ u ɪ ʏ ʊ e ø ɘ ɵ ɤ o e̞ ø̞ ə o̞ ɛ œ ɜ ɞ ʌ ɔ æ ɐ a ɶ ä ɑ ɒ \| | \| i y ɨ ʉ ɯ u ɪ ʏ ʊ e ø ɘ ɵ ɤ o e̞ ø̞ ə o̞ ɛ œ ɜ ɞ ʌ ɔ æ ɐ a ɶ ä ɑ ɒ \| | \| i y ɨ ʉ ɯ u ɪ ʏ ʊ e ø ɘ ɵ ɤ o e̞ ø̞ ə o̞ ɛ œ ɜ ɞ ʌ ɔ æ ɐ a ɶ ä ɑ ɒ \| |
| Cvasiînchise | \| i y ɨ ʉ ɯ u ɪ ʏ ʊ e ø ɘ ɵ ɤ o e̞ ø̞ ə o̞ ɛ œ ɜ ɞ ʌ ɔ æ ɐ a ɶ ä ɑ ɒ \| | \| i y ɨ ʉ ɯ u ɪ ʏ ʊ e ø ɘ ɵ ɤ o e̞ ø̞ ə o̞ ɛ œ ɜ ɞ ʌ ɔ æ ɐ a ɶ ä ɑ ɒ \| | \| i y ɨ ʉ ɯ u ɪ ʏ ʊ e ø ɘ ɵ ɤ o e̞ ø̞ ə o̞ ɛ œ ɜ ɞ ʌ ɔ æ ɐ a ɶ ä ɑ ɒ \| | \| i y ɨ ʉ ɯ u ɪ ʏ ʊ e ø ɘ ɵ ɤ o e̞ ø̞ ə o̞ ɛ œ ɜ ɞ ʌ ɔ æ ɐ a ɶ ä ɑ ɒ \| | \| i y ɨ ʉ ɯ u ɪ ʏ ʊ e ø ɘ ɵ ɤ o e̞ ø̞ ə o̞ ɛ œ ɜ ɞ ʌ ɔ æ ɐ a ɶ ä ɑ ɒ \| |
| Semiînchise | \| i y ɨ ʉ ɯ u ɪ ʏ ʊ e ø ɘ ɵ ɤ o e̞ ø̞ ə o̞ ɛ œ ɜ ɞ ʌ ɔ æ ɐ a ɶ ä ɑ ɒ \| | \| i y ɨ ʉ ɯ u ɪ ʏ ʊ e ø ɘ ɵ ɤ o e̞ ø̞ ə o̞ ɛ œ ɜ ɞ ʌ ɔ æ ɐ a ɶ ä ɑ ɒ \| | \| i y ɨ ʉ ɯ u ɪ ʏ ʊ e ø ɘ ɵ ɤ o e̞ ø̞ ə o̞ ɛ œ ɜ ɞ ʌ ɔ æ ɐ a ɶ ä ɑ ɒ \| | \| i y ɨ ʉ ɯ u ɪ ʏ ʊ e ø ɘ ɵ ɤ o e̞ ø̞ ə o̞ ɛ œ ɜ ɞ ʌ ɔ æ ɐ a ɶ ä ɑ ɒ \| | \| i y ɨ ʉ ɯ u ɪ ʏ ʊ e ø ɘ ɵ ɤ o e̞ ø̞ ə o̞ ɛ œ ɜ ɞ ʌ ɔ æ ɐ a ɶ ä ɑ ɒ \| |
| Mijlocii | \| i y ɨ ʉ ɯ u ɪ ʏ ʊ e ø ɘ ɵ ɤ o e̞ ø̞ ə o̞ ɛ œ ɜ ɞ ʌ ɔ æ ɐ a ɶ ä ɑ ɒ \| | \| i y ɨ ʉ ɯ u ɪ ʏ ʊ e ø ɘ ɵ ɤ o e̞ ø̞ ə o̞ ɛ œ ɜ ɞ ʌ ɔ æ ɐ a ɶ ä ɑ ɒ \| | \| i y ɨ ʉ ɯ u ɪ ʏ ʊ e ø ɘ ɵ ɤ o e̞ ø̞ ə o̞ ɛ œ ɜ ɞ ʌ ɔ æ ɐ a ɶ ä ɑ ɒ \| | \| i y ɨ ʉ ɯ u ɪ ʏ ʊ e ø ɘ ɵ ɤ o e̞ ø̞ ə o̞ ɛ œ ɜ ɞ ʌ ɔ æ ɐ a ɶ ä ɑ ɒ \| | \| i y ɨ ʉ ɯ u ɪ ʏ ʊ e ø ɘ ɵ ɤ o e̞ ø̞ ə o̞ ɛ œ ɜ ɞ ʌ ɔ æ ɐ a ɶ ä ɑ ɒ \| |
| Semideschise | \| i y ɨ ʉ ɯ u ɪ ʏ ʊ e ø ɘ ɵ ɤ o e̞ ø̞ ə o̞ ɛ œ ɜ ɞ ʌ ɔ æ ɐ a ɶ ä ɑ ɒ \| | \| i y ɨ ʉ ɯ u ɪ ʏ ʊ e ø ɘ ɵ ɤ o e̞ ø̞ ə o̞ ɛ œ ɜ ɞ ʌ ɔ æ ɐ a ɶ ä ɑ ɒ \| | \| i y ɨ ʉ ɯ u ɪ ʏ ʊ e ø ɘ ɵ ɤ o e̞ ø̞ ə o̞ ɛ œ ɜ ɞ ʌ ɔ æ ɐ a ɶ ä ɑ ɒ \| | \| i y ɨ ʉ ɯ u ɪ ʏ ʊ e ø ɘ ɵ ɤ o e̞ ø̞ ə o̞ ɛ œ ɜ ɞ ʌ ɔ æ ɐ a ɶ ä ɑ ɒ \| | \| i y ɨ ʉ ɯ u ɪ ʏ ʊ e ø ɘ ɵ ɤ o e̞ ø̞ ə o̞ ɛ œ ɜ ɞ ʌ ɔ æ ɐ a ɶ ä ɑ ɒ \| |
| Cvasideschise | \| i y ɨ ʉ ɯ u ɪ ʏ ʊ e ø ɘ ɵ ɤ o e̞ ø̞ ə o̞ ɛ œ ɜ ɞ ʌ ɔ æ ɐ a ɶ ä ɑ ɒ \| | \| i y ɨ ʉ ɯ u ɪ ʏ ʊ e ø ɘ ɵ ɤ o e̞ ø̞ ə o̞ ɛ œ ɜ ɞ ʌ ɔ æ ɐ a ɶ ä ɑ ɒ \| | \| i y ɨ ʉ ɯ u ɪ ʏ ʊ e ø ɘ ɵ ɤ o e̞ ø̞ ə o̞ ɛ œ ɜ ɞ ʌ ɔ æ ɐ a ɶ ä ɑ ɒ \| | \| i y ɨ ʉ ɯ u ɪ ʏ ʊ e ø ɘ ɵ ɤ o e̞ ø̞ ə o̞ ɛ œ ɜ ɞ ʌ ɔ æ ɐ a ɶ ä ɑ ɒ \| | \| i y ɨ ʉ ɯ u ɪ ʏ ʊ e ø ɘ ɵ ɤ o e̞ ø̞ ə o̞ ɛ œ ɜ ɞ ʌ ɔ æ ɐ a ɶ ä ɑ ɒ \| |
| Deschise | \| i y ɨ ʉ ɯ u ɪ ʏ ʊ e ø ɘ ɵ ɤ o e̞ ø̞ ə o̞ ɛ œ ɜ ɞ ʌ ɔ æ ɐ a ɶ ä ɑ ɒ \| | \| i y ɨ ʉ ɯ u ɪ ʏ ʊ e ø ɘ ɵ ɤ o e̞ ø̞ ə o̞ ɛ œ ɜ ɞ ʌ ɔ æ ɐ a ɶ ä ɑ ɒ \| | \| i y ɨ ʉ ɯ u ɪ ʏ ʊ e ø ɘ ɵ ɤ o e̞ ø̞ ə o̞ ɛ œ ɜ ɞ ʌ ɔ æ ɐ a ɶ ä ɑ ɒ \| | \| i y ɨ ʉ ɯ u ɪ ʏ ʊ e ø ɘ ɵ ɤ o e̞ ø̞ ə o̞ ɛ œ ɜ ɞ ʌ ɔ æ ɐ a ɶ ä ɑ ɒ \| | \| i y ɨ ʉ ɯ u ɪ ʏ ʊ e ø ɘ ɵ ɤ o e̞ ø̞ ə o̞ ɛ œ ɜ ɞ ʌ ɔ æ ɐ a ɶ ä ɑ ɒ \| |
| Legendă: |                                                                       |                                                                       |                                                                       |                                                                       |                                                                       |
| ■ Celulele galbene corespund vocalelor din limba română. ■ Celulele crem indică vocale folosite rar în limba română. ■ Celulele gri corespund unor vocale rare, fără simbol fonetic. În perechile de vocale, în stânga figurează varianta nerotunjită, iar în dreapta cea rotunjită. |                                                                       |                                                                       |                                                                       |                                                                       |                                                                       |
| i y ɨ ʉ ɯ u ɪ ʏ ʊ e ø ɘ ɵ ɤ o e̞ ø̞ ə o̞ ɛ œ ɜ ɞ ʌ ɔ æ ɐ a ɶ ä ɑ ɒ |                                                                       |                                                                       |                                                                       |                                                                       |                                                                       |

#### Semivocale
Statutul semivocalelor în limba română este un subiect controversat, unii autori considerându-le alofone asilabice ale vocalelor corespunzătoare, în timp ce alții le acordă un loc distinct în rândul fonemelor limbii.
Numărul semivocalelor din limba română este patru; acestea corespund vocalelor /e, i, o, u/:
- /e̯/ ca în deal
- /i̯/ ca în fier, cai
- /o̯/ ca în coasă
- /u̯/ ca în ziua, leu

(Notația /i̯/ este echivalentă cu /j/, iar /u̯/ cu /w/.)
Semivocalele /e̯/ și /o̯/ pot apărea în limba română numai înainte de o vocală, în timp ce /i̯/ și /u̯/ pot apărea atât înainte cât și după, ca în exemplele date.
Potrivit lui Emanuel Vasiliu este posibilă interpretarea semivocalelor ca simple alofone ale vocalelor corespunzătoare. Pentru aceasta trebuie introdus un operator care forțează rostirea împreună a două vocale. De exemplu cuvintele deal și real pot fi transcrise fonologic /de+al/, respectiv /re.al/, unde semnul /+/, numit jonctură silabică, obligă pronunțarea în aceeași silabă a sunetelor. O astfel de echivalare are însă dezavantajul că trebuie să introducă de asemenea un mod de a deosebi perechi de cuvinte în care aceleași sunete vocalice formează diftongi ascendenți și descendenți, precum știucă și știu, pentru a arăta care este vocala purtătoare de accent și care este semivocala.

#### Vocala asilabică/‿i/
La sfârșitul unor cuvinte românești precum rupi, moși, dormi, bani vorbitorii nativi percep existența unui sunet separat, întrucâtva similar cu vocala /i/, care urmează întotdeauna după o consoană. Același sunet apare uneori la interiorul unor cuvinte, ca în oricine, câțiva, cincisprezece. Încercările de a înțelege acest sunet din punct de vedere fonetic și fonologic au dus la publicarea a numeroase articole de specialitate având ca unic subiect acest sunet (Emil Petrovici, Valeriu Șuteu și alții) sau dedicarea unor secțiuni importante în lucrări de fonetică și fonologie.
Din punct de vedere fonetic acest sunet nu există ca articulație separată, ci este doar o modificare (mai exact o palatalizare, înmuiere) a consoanei precedente. Un indiciu al acestei situații este faptul că i-ul final scurt nu necesită timp fizic pentru pronunțare. Unii cercetători (de exemplu Emil Petrovici) au extins această interpretare și la nivel fonologic, motiv pentru care inventarul de foneme ajunge să includă și variantele palatalizate ale tuturor consoanelor care se pot afla într-o astfel de poziție (18 foneme suplimentare). Astfel, cuvintele lup și lupi au fiecare câte trei foneme: /lup/-/lup‿i/, unde /p‿i/ este un singur fonem, varianta palatalizată a consoanei /p/.
O interpretare mai apropiată de percepția acestui „sunet” decât de realizarea lui propriu-zisă este cea dată printre alții de Andrei Avram, care evită extinderea masivă a inventarului de foneme prin introducerea unui singur fonem special, /‿i/, al cărui rol este de a marca palatalizarea consoanei după care este așezat. De exemplu, perechea de cuvinte lup-lupi se transcrie fonologic /lup/-/lup‿i/, unde de data aceasta prin /p‿i/ se înțelege o succesiune de două foneme (realizată ca un singur sunet). Această interpretare are mai multe avantaje:
- corespunde percepției vorbitorilor,
- adaugă un singur fonem suplimentar,
- se apropie de grafia limbii române, care notează acest pseudosunet cu litera i,
- reduce mai multe tipuri de alternanțe morfofonologice la simpla adăugare a unui fonem, fără înlocuirea consoanelor,
- corespunde evoluției acestui sunet în limba română, care inițial a fost vocala propriu-zisă /i/.

Emanuel Vasiliu împinge mai departe această interpretare, considerând că [‿i] este de fapt un alofon al vocalei /i/ și nu un fonem separat. Pentru ca o astfel de echivalare să fie acceptabilă este nevoie totuși să se introducă un operator special care să marcheze o jonctură silabică (notată cu /+/ ca în secțiunea despre semivocale), descrisă ca obligația de a continua silaba de la ultima vocală până la sunetul care urmează după /+/. Astfel, cuvântul lupi se transcrie fonologic /lup+i/.

#### Alofonele vocalelor
Realizarea unei vocale nu se face întotdeauna cu sunetul nominal. De exemplu, vocala /a/ din cuvintele teacă și toacă, deși percepută identic, se realizează de fapt ușor palatalizată în primul caz și ușor labializată în al doilea, sub influența semivocalelor precedente. O analiză atentă arată că în limba română fiecare vocală se poate realiza în mai multe moduri distincte, în funcție de contextul fonetic și de vorbitor (chiar în cadrul limbii standard), exprimarea îngrijită sau normală, caracterul neologic sau de fond vechi al cuvântului etc. Lista de mai jos cuprinde alofonele principale ale fiecărei vocale în parte, cu exemple.
- /a/:
  - [ä] central, ca în [sät] (sat)
  - [ḁ] parțial sau total devocalizat
  - [a̟] ușor palatalizat (anterior), ca în [ˈpi̯a̟.trə] (piatră)
  - [a̹] ușor rotunjit (labializat), ca în [ˈko̯a̹.te] (coate)
  - [a̹ ̟] simultan palatalizat și labializat, ca în [a.riˈpi̯o̯a̹ ̟.re] (aripioare)
  - [ã] ușor palatalizat, ca în [reˈãl] (real, la unii vorbitori)
  - [ʷa̹] ușor labializat și precedat de un scurt [w], ca în [pro.ʷa̹kˈtiv] (proactiv, la unii vorbitori)
  - [ə̯a̞] ușor închis și precedat de un scurt [ə] asilabic, ca în [ˈə̯a̞s.ta] (asta, la unii vorbitori)

- /e/
  - [e̞] mijlociu, ca în [ˈre̞.pe̞.de̞] (repede)
  - [e̥] parțial sau total devocalizat
  - [ẽ] ușor închis, ca în [ˈẽs.te̞] (este); varianta apare la unii vorbitori și în vorbirea îngrijită, și la cuvinte neologice de tipul [ˈẽ.po.kə] (epocă)
  - [e̯] semivocalic, ca în [re̯a] (rea) --- numai în unele interpretări fonologice

- /i/
  - [i] obișnuit, ca în [riˈdik] (ridic)
  - [i̥] parțial sau total devocalizat, a nu se confunda cu [‿i]
  - [ĩ] ușor închis, ca în [ˈĩ.ni.mə] (inimă, la unii vorbitori)
  - [‿i], palatalizare a consoanei precedente, ca în [peʃt‿i] (pești) --- numai în unele interpretări fonologice
  - [i̯] semivocalic, ca în [vi̯a.sə] (viață) --- numai în unele interpretări fonologice

- /o/
  - [o] obișnuit, ca în [pot] (pot)
  - [o̥] parțial sau total devocalizat
  - [o̟] ușor palatalizat (anterior), ca în [ʧi̯o̟t] (ciot)
  - [ʷo̹] labializat suplimentar și precedat de un scurt [w], ca în [ˈʷo̹.mul] (omul, la unii vorbitori)
  - [o̯] semivocalic, ca în [ro̯a.tə] (roată) --- numai în unele interpretări fonologice

- /u/
  - [u] obișnuit, ca în [skurt] (scurt)
  - [u̥] parțial sau total devocalizat
  - [u̟] ușor palatalizat (anterior), ca în [ʃti̯u̟.kə] (știucă)
  - [ʷu̹] labializat suplimentar și precedat de un scurt [w], ca în [ˈʷu̹n.de] (unde, la unii vorbitori)
  - [u̯] semivocalic, ca în [ˈste̯a.u̯a] (steaua) --- numai în unele interpretări fonologice

- /ə/
  - [ə] central, ca în [ˈpəs.trəv] (păstrăv)
  - [ə̥] parțial sau total devocalizat
  - [ʷə̹] ușor labializat și precedat de un scurt [w], ca în [ˈdo.u̯ʷə̹] (două, la unii vorbitori)
  - [ə̯ə̞] ușor închis și precedat de un scurt [ə] asilabic, ca în [ˈə̯ə̞s.ta] (ăsta, la unii vorbitori)

- /ɨ/
  - [ɨ] central, ca în [ˈprɨs.le̯a] (prîslea)
  - [ɨ̥] parțial sau total devocalizat
  - [ʷɨ̹] ușor labializat și precedat de un scurt [w], ca în [luˈʷɨ̹nd] (luând, la unii vorbitori)
  - [ə̯ɨ̞] ușor închis și precedat de un scurt [ə] asilabic, ca în [ə̯ɨ̞ˈnalt] (înalt, la unii vorbitori)

### Consoane
Limba română folosește 19 de consoane, marcate cu galben în tabelul de mai jos care clasifică consoanele în funcție de modul și locul de articulare. (Tabelul cuprinde și două din semivocale, /i̯/ și /u̯/, notate aici /j/ și /w/.) De asemenea sunt indicate unele alofone ale consoanelor, anume acelea care au un simbol aparte în Alfabetul Fonetic Internațional.
| Consoane Vezi și AFI, vocale. | Consoane Vezi și AFI, vocale.  | Consoane Vezi și AFI, vocale.  | Consoane Vezi și AFI, vocale.  | Consoane Vezi și AFI, vocale.  | Consoane Vezi și AFI, vocale. | Consoane Vezi și AFI, vocale. | Consoane Vezi și AFI, vocale. | Consoane Vezi și AFI, vocale. | Consoane Vezi și AFI, vocale. | Consoane Vezi și AFI, vocale. | Consoane Vezi și AFI, vocale. | Consoane Vezi și AFI, vocale. | Consoane Vezi și AFI, vocale. | Consoane Vezi și AFI, vocale. | Consoane Vezi și AFI, vocale. | Consoane Vezi și AFI, vocale. | Consoane Vezi și AFI, vocale. | Consoane Vezi și AFI, vocale. | Consoane Vezi și AFI, vocale. | Modificare               | Modificare               | Modificare               | Modificare               | Modificare               | Modificare               | Modificare               |
| Mod de articulare | Loc de articulare              | Loc de articulare              | Loc de articulare              | Loc de articulare              | Loc de articulare             | Loc de articulare             | Loc de articulare             | Loc de articulare             | Loc de articulare             | Loc de articulare             | Loc de articulare             | Loc de articulare             | Loc de articulare             | Loc de articulare             | Loc de articulare             | Loc de articulare             | Loc de articulare             | Loc de articulare             | Loc de articulare             | Loc de articulare        | Loc de articulare        | Loc de articulare        | Loc de articulare        | Loc de articulare        | Loc de articulare        | Loc de articulare        |
| Mod de articulare | Bi- labiale                    | Bi- labiale                    | Labio- dentale                 | Labio- dentale                 | Dentale                       | Dentale                       | Alveo- lare                   | Alveo- lare                   | Post- alveo- lare             | Post- alveo- lare             | Alveolo- palatale             | Alveolo- palatale             | Retro- flexe                  | Retro- flexe                  | Palatale                      | Palatale                      | Velare                        | Velare                        | Uvulare                       | Uvulare                  | Farin- gale              | Farin- gale              | Epi- glotale             | Epi- glotale             | Glotale                  | Glotale                  |
| Flux pulmonar |                                |                                |                                |                                |                               |                               |                               |                               |                               |                               |                               |                               |                               |                               |                               |                               |                               |                               |                               |                          |                          |                          |                          |                          |                          |                          |
| Oclusive | p                              | b                              |                                |                                | t̪                             | d̪                             | t                             | d                             |                               |                               |                               |                               | ʈ                             | ɖ                             | c                             | ɟ                             | k                             | ɡ                             | q                             | ɢ                        |                          |                          | ʡ                        | -                        | ʔ                        | -                        |
| Africate | p͡ɸ                             | b͡β                             |                                |                                | t̪͡θ                            | d̪͡ð                            | t͡s                            | d͡z                            | t͡ʃ                            | d͡ʒ                            | t͡ɕ                            | d͡ʑ                            | ʈ͡ʂ                            | ɖ͡ʐ                            | c͡ç                            | ɟ͡ʝ                            | k͡x                            | ɡ͡ɣ                            | q͡χ                            | ɢ͡ʁ                       |                          |                          | ʡ͡ʜ                       | -                        | ʔ͡h                       | -                        |
| Fricative | ɸ                              | β                              | f                              | v                              | θ                             | ð                             | s                             | z                             | ʃ                             | ʒ                             | ɕ                             | ʑ                             | ʂ                             | ʐ                             | ç                             | ʝ                             | x                             | ɣ                             | χ                             | ʁ                        | ħ                        | ʕ                        | ʜ                        | ʢ                        | h                        | ɦ                        |
| Sonante |                                |                                |                                | ʋ                              |                               |                               |                               | ɹ                             |                               |                               |                               |                               |                               | ɻ                             |                               | j                             |                               | ɰ                             |                               |                          |                          |                          |                          |                          | -                        | -                        |
| Vibrante |                                | ʙ                              |                                |                                |                               | r̪                             |                               | r                             |                               |                               |                               |                               |                               |                               |                               |                               | -                             | -                             |                               | ʀ                        |                          |                          |                          |                          | -                        | -                        |
| Bătute |                                |                                |                                | ⱱ                              |                               |                               |                               | ɾ                             |                               |                               |                               |                               |                               | ɽ                             |                               |                               | -                             | -                             |                               |                          |                          |                          |                          |                          | -                        | -                        |
| Africate laterale | -                              | -                              | -                              | -                              |                               |                               | t͡ɬ                            | d͡ɮ                            |                               |                               |                               |                               |                               |                               |                               |                               |                               |                               |                               |                          | -                        | -                        | -                        | -                        | -                        | -                        |
| Fricative laterale | -                              | -                              | -                              | -                              |                               |                               | ɬ                             | ɮ                             |                               |                               |                               |                               |                               |                               |                               |                               |                               |                               |                               |                          | -                        | -                        | -                        | -                        | -                        | -                        |
| Sonante laterale | -                              | -                              | -                              | -                              |                               | l̪                             |                               | l                             |                               |                               |                               |                               |                               | ɭ                             |                               | ʎ                             |                               | ʟ                             |                               |                          | -                        | -                        | -                        | -                        | -                        | -                        |
| Bătute laterale | -                              | -                              | -                              | -                              |                               |                               |                               | ɺ                             |                               |                               |                               |                               |                               |                               |                               |                               |                               |                               |                               |                          | -                        | -                        | -                        | -                        | -                        | -                        |
| Nazale |                                | m                              |                                | ɱ                              |                               | n̪                             |                               | n                             |                               |                               |                               |                               |                               | ɳ                             |                               | ɲ                             |                               | ŋ                             |                               | ɴ                        | -                        | -                        | -                        | -                        | -                        | -                        |
| Flux glotal (explozive și implozive) |                                |                                |                                |                                |                               |                               |                               |                               |                               |                               |                               |                               |                               |                               |                               |                               |                               |                               |                               |                          |                          |                          |                          |                          |                          |                          |
| Oclusive explozive | pʼ                             |                                |                                |                                |                               |                               | tʼ                            |                               |                               |                               |                               |                               | ʈʼ                            |                               | cʼ                            |                               | kʼ                            |                               | qʼ                            |                          |                          |                          |                          |                          | -                        | -                        |
| Fricative explozive | ɸʼ                             |                                | fʼ                             |                                |                               |                               | sʼ                            |                               | ʃʼ                            |                               | ɕʼ                            |                               | ʂʼ                            |                               | çʼ                            |                               | xʼ                            |                               | χʼ                            |                          |                          |                          |                          |                          | -                        | -                        |
| Implozive |                                | ɓ                              |                                |                                |                               |                               |                               | ɗ                             |                               |                               |                               |                               |                               |                               |                               | ʄ                             |                               | ɠ                             |                               | ʛ                        |                          |                          |                          |                          | -                        | -                        |
| Flux velar (clicuri) |                                |                                |                                |                                |                               |                               |                               |                               |                               |                               |                               |                               |                               |                               |                               |                               |                               |                               |                               |                          |                          |                          |                          |                          |                          |                          |
| Clicuri centrale | ʘ                              |                                |                                |                                | ǀ                             |                               |                               |                               |                               |                               | ǃ                             |                               |                               |                               | ǂ                             |                               | -                             | -                             | -                             | -                        | -                        | -                        | -                        | -                        | -                        | -                        |
| Clicuri laterale | -                              | -                              | -                              | -                              | -                             |                               | ǁ                             |                               |                               |                               |                               |                               |                               |                               |                               |                               | -                             | -                             | -                             | -                        | -                        | -                        | -                        | -                        | -                        | -                        |
| Articulații multiple |                                |                                |                                |                                |                               |                               |                               |                               |                               |                               |                               |                               |                               |                               |                               |                               |                               |                               |                               |                          |                          |                          |                          |                          |                          |                          |
| Fricativă postalveolovelară: ɧ | Fricativă postalveolovelară: ɧ | Fricativă postalveolovelară: ɧ | Fricativă postalveolovelară: ɧ | Fricativă postalveolovelară: ɧ | Sonantă labiovelară: w        | Sonantă labiovelară: w        | Sonantă labiovelară: w        | Sonantă labiovelară: w        | Sonantă labiovelară: w        | Sonantă labiovelară: w        | Sonantă labiovelară: w        | Fricativă labiovelară: ʍ      | Fricativă labiovelară: ʍ      | Fricativă labiovelară: ʍ      | Fricativă labiovelară: ʍ      | Fricativă labiovelară: ʍ      | Fricativă labiovelară: ʍ      | Fricativă labiovelară: ʍ      | Sonantă labiopalatală: ɥ      | Sonantă labiopalatală: ɥ | Sonantă labiopalatală: ɥ | Sonantă labiopalatală: ɥ | Sonantă labiopalatală: ɥ | Sonantă labiopalatală: ɥ | Sonantă labiopalatală: ɥ | Sonantă labiopalatală: ɥ |
| Legendă: |                                |                                |                                |                                |                               |                               |                               |                               |                               |                               |                               |                               |                               |                               |                               |                               |                               |                               |                               |                          |                          |                          |                          |                          |                          |                          |
| ■ Celulele gri corespund unor articulări considerate imposibile. ■ Celulele galbene corespund consoanelor din limba română. ■ Celulele crem indică alofone ale unor consoane din limba română. În perechile de consoane, cea din stânga este surdă, iar cea din dreapta este sonoră. |                                |                                |                                |                                |                               |                               |                               |                               |                               |                               |                               |                               |                               |                               |                               |                               |                               |                               |                               |                          |                          |                          |                          |                          |                          |                          |

Așadar, inventarul fonemelor limbii române cuprinde următoarele consoane:
| Sunet | Exemple                            | Descriere                               | Notație fonetică românească | Note privind alofonele         |
| ----- | ---------------------------------- | --------------------------------------- | --------------------------- | ------------------------------ |
| [p]   | pace, aparte, cap                  | consoană oclusivă bilabială surdă       | p                           |                                |
| [b]   | bun, abac, cub                     | consoană oclusivă bilabială sonoră      | b                           |                                |
| [t]   | tare, ating, sat                   | consoană oclusivă alveolară surdă       | t                           |                                |
| [d]   | dor, odihni, rod                   | consoană oclusivă alveolară sonoră      | d                           |                                |
| [k]   | cal, acolo, rac                    | consoană oclusivă velară surdă          | c                           | are alofonul [c]               |
| [c]   | chel, achit, ochi                  | consoană oclusivă palatală surdă        | c'                          | alofon al lui [k]              |
| [ɡ]   | gol, ogar, rog                     | consoană oclusivă velară sonoră         | g                           | are alofonul [ɟ]               |
| [ɟ]   | ghid, leghe, priveghi              | consoană oclusivă palatală sonoră       | g'                          | alofon al lui [ɡ]              |
| [ʧ]   | cer, ace, taci                     | consoană africată postalveolară surdă   | c̆                           |                                |
| [ʤ]   | ger, magic, rogi                   | consoană africată postalveolară sonoră  | ğ                           |                                |
| [f]   | foc, afară, puf                    | consoană fricativă labiodentală surdă   | f                           |                                |
| [v]   | var, covor, mov                    | consoană fricativă labiodentală sonoră  | v                           |                                |
| [s]   | sare, masă, cos, țap, oțet, hoț    | consoană fricativă alveolară surdă      | s                           |                                |
| [z]   | zar, vază, roz                     | consoană fricativă alveolară sonoră     | z                           |                                |
| [ʃ]   | șarpe, așa, coș                    | consoană fricativă postalveolară surdă  | ș                           |                                |
| [ʒ]   | jar, ajutor, vrej                  | consoană fricativă postalveolară sonoră | j                           |                                |
| [h]   | ham, rahat                         | consoană fricativă glotală surdă        | h                           | are alofonele [ç] și [x]       |
| [ç]   | hienă, mohican, vlahi              | consoană fricativă palatală surdă       |                             | alofon al lui [h]              |
| [x]   | hrib, vlah                         | consoană fricativă velară surdă         | x                           | alofon al lui [h]              |
| [m]   | măr, amic, cum                     | consoană nazală bilabială               | m                           | are alofonul [ɱ]               |
| [ɱ]   | amfibiu, tramvai fanfară, conversa | consoană nazală labiodentală            |                             | alofon comun pentru [m] și [n] |
| [n]   | nor, sună, an                      | consoană nazală alveolară               | n                           | are alofonele [ŋ] și [ɱ]       |
| [ŋ]   | prunc, gong, branhie               | consoană nazală velară                  | ŋ                           | alofon al lui [n]              |
| [l]   | lung, ales, mal                    | consoană sonantă laterală alveolară     | l                           |                                |
| [r]   | rai, arid, far                     | consoană vibrantă alveolară             | r                           |                                |

Terminologie. Unele lucrări (de pildă Dificultățile ortografiei limbii române) folosesc alți termeni decât cei recomandați de Alfabetul Fonetic Internațional, ca de exemplu:
- prepalatal în loc de postalveolar; în AFI termenul prepalatal are un sens mai larg, cuprinzând consoanele postalveolare, alveolo-palatale și retroflexe;
- dental în loc de alveolar; în AFI termenul dental este rezervat pentru sunete de tipul [θ] și [ð] (ca în cuvintele englezești thin și this), care se pronunță cu vârful limbii în contact direct cu incisivii; sunetele românești [s z t d r n l] se pronunță cu limba pe alveolele incisivilor superiori, iar dinții joacă cel mult un rol secundar în articularea lor;
- laringal în loc de glotal; cum glota este o parte a laringelui, și anume spațiul dintre coardele vocale, denumirea de „consoană glotală” este mai precisă; AFI a abandonat termenul laringal.

#### Particularități
Emanuel Vasiliu arată că limba română este singura limbă romanică în sistemul fonetic al căreia se atestă simultan africata [ʧ]&[ʤ] și fricativa [ʃ]&[ʒ], distincte fonemic.

#### Alofonele consoanelor
În afară de alofonele amintite mai înainte, consoanele limbii române prezintă și o serie de alte variante de articulare, dictate de contextul fonetic. Astfel, de exemplu, toate oclusivele care apar imediat după pauză sînt trunchiate prin absența părții inițiale de implozie (blocare a trecerii aerului) și astfel le rămîn doar părțile de ținută --- care însă este inaudibilă --- și cea de explozie (expulzare a aerului), așa cum se poate constata comparând cuvinte ca apar și par. Tot consoanele oclusive, în poziția dinainte de pauză, se pronunță cu o ușoară aspirație, care poate fi transcrisă fonetic ca [pʰ, bʱ, kʰ, ɡʱ, tʰ, dʱ].
Consoanele din limba română (cu două excepții) au, în afară de varianta de bază, și câte o variantă palatalizată și una labializată. Variantele palatalizate apar atunci când consoana este urmată de una din vocalele anterioare /e, i/, semivocalele corespunzătoare /e̯, i̯/ sau vocala asilabică /‿i/, palatalizarea fiind cu atît mai pronunțată cu cît acel sunet vocalic este mai închis și mai lipsit de caracterul silabic. Astfel, palatalizarea este minimă atunci când consoana este urmată de /e/ și maximă cînd e urmată de /‿i/. De asemenea palatalizarea este cu atît mai ușor perceptibilă cu cât locul de articulare al consoanei este mai apropiat de palat și deci consoana este mai susceptibilă de a fi influențată: consoane velare sau glotale precum /k, ɡ, h/ se schimbă mult prin palatalizare, în timp ce cele labiale sau labiodentale precum /p, b, m, f, v/ sunt afectate mai puțin. Similar, variantele labializate ale consoanelor apar atunci cînd imediat după consoană urmează o vocală din seria posterioară /o, u/ sau una din semivocalele corepunzătoare /o̯, u̯/. De la aceste observații fac excepție consoanele africate postalveolare /ʧ, ʤ/ care în limba română sunt întotdeauna palatalizate.
În succesiunile de consoane apar variante trunchiate ale consoanelor nominale. De exemplu, în cuvinte precum ruptură, oclusiva bilabială /p/ se realizează fără explozie sau cu o explozie redusă, în timp ce oclusiva alveolară /t/ se realizează fără implozie, sau mai degrabă „împrumută” implozia consoanei precedente.
Consoanele nazale /m, n/ se realizează diferit în funcție de sunetul care urmează. De exemplu, în cuvinte precum învăț sau înfăț nazala /n/ se realizează cu o ocluziune incompletă (spre deosebire de cazul cînd este urmată de o vocală ca în cuvintele înalt, înot). Sub influența fricativelor /f, v/, consoana /n/ se articulează ca o nazalizare a vocalei anterioare /ɨ/, nazalizare care continuă pînă cînd organele articulatorii se așază în poziția pentru /f, v/. Un fenomen similar de ocluziune incompletă se produce cînd /n/ este urmat de fricativele /s, z, ʃ, ʒ/, ca în cuvintele înscriu, prînz, înșel, înjgheb. În această poziție /n/ se articulează prin apropierea apexului limbii de regiunea alveolară. Înainte de consoanele velare /k, ɡ/, consoana /n/ se articulează cu ocluziunea deplasată în zona velară, care corespunde de fapt sunetului [ŋ]; cuvintele bancă și lungă, transcrise fonemic /ˈban.kə/ și /ˈlun.ɡə/ trebuie transcrise fonetic [ˈbaŋ.kə], respectiv [ˈluŋ.ɡə]. Tot printr-o ocluziune incompletă se realizează /n/ și cînd este urmat de /h/ ca în cuvântul înhaț. În sfîrșit, /n/ se pronunță cu o ușoară palatalizare înaintea consoanelor palatale, ca de exemplu în cuvintele cinci și unchi. În toate aceste cazuri /n/ se poate pronunța și plin, cu ocluziune totală, dar o astfel de pronunție este percepută ca hipercorectă, nenaturală.
În poziție finală, după altă consoană, consoanele sonore /l, m, n/ au tendința de a se asurzi (devocaliza) total sau parțial, ca în cuvintele azvîrl, dorm, cîrn. Efectul este foarte pronunțat atunci cînd consoana precedentă este surdă, întrucît după întreruperea vocalizării este dificilă reînceperea ei pentru un sunet care nu formează o silabă; într-o asemenea situație se găsește /m/ la sfîrșitul unor cuvinte precum basm, ritm, istm.

#### Variantele palatale ale sunetelor /k/ și /ɡ/
În unele descrieri ale sistemului fonematic al limbii române (datorate, printre alții, lui Emil Petrovici și Andrei Avram) alofonele palatale ale consoanelor velare /k/ și /ɡ/ (notate adesea cu c' și g'; în AFI [c] și [ɟ]) sînt luate ca foneme separate, ceea ce ridică numărul fonemelor consonantice la 22. Acest punct de vedere interpretează cuvinte precum chiar și cheală ca începînd cu o consoană palatală și continuînd direct cu vocala [a], considerînd că între acestea nu există nici o semivocală. O astfel de interpretare are însă o serie de dezavantaje:
- sporește numărul de foneme,
- nu face paralela naturală sec-seacă --- chel-cheală,
- nu distinge între tranșele inițiale ale perechilor de cuvinte precum gheară-ghiaur sau cheag-chiar.

O interpretare avantajoasă este cea datorată printre alții lui Frederick Agard și Emanuel Vasiliu, în care diferența dintre variantele velare și cele palatale este considerată pur fonetică (impusă de sunetul care urmează). Astfel, perechile de cuvinte precum cal-chel se pot transcrie fonemic folosind același fonem /k/: /kal/, /kel/, ceea ce convine realității că în limba română niciodată înainte de o vocală anterioară (/e, i/) nu putem avea varianta velară a lui /k/. În plus, această interpretare permite paralela firească între o pereche de tipul chem-cheamă sau îngheț-îngheață și perechile tem-teamă, leg-leagă, merg-meargă etc.

## Unități suprasegmentale
Fonemele descrise în secțiunile anterioare se grupează în silabe, care, în planul expresiei, reprezintă sintagmele minimale. Se numesc unități suprasegmentale acele aspecte fonetice care contractează relații heterosilabice (între silabe diferite), spre deosebire de unitățile segmentale (fonemele), care nu pot intra în astfel de relații.
În limba română apar două unități suprasegmentale: accentul de intensitate (pronunțarea mai puternică a anumitor silabe) și intonația (imprimarea unei anumite linii melodice vorbirii). Cele două unități se pot clasifica ținînd cont de extinderea efectului; astfel, accentul este o unitate intensivă, pentru că se limitează la fiecare silabă în parte, în timp ce intonația este o unitate extensivă, întrucît caracterizează fragmente rostite ce includ în general mai multe silabe.

### Accent
În limba română accentul de intensitate este considerat fonemic, adică poate determina diferențe de sens. Acest lucru este dovedit, de exemplu, de serii de cuvinte sau segmente precum
- mòbilă - mobìlă - mobilằ
- acèle - àcele
- vèselă - vesèlă
- copíi - còpii
- umblắ - ùmblă
- desfàc àsta - dés fac asta

unde vocalele accentuate au fost marcate prin accente grafice. Ioana Chițoran arată însă că asemenea situații sînt de fapt excepții și că de fapt poziția accentului poate fi determinată în majoritatea cazurilor printr-un sistem complex de reguli, diferite pentru verbe pe de o parte și pentru substantive și adjective pe de altă parte.
Fonemicitatea accentului de intensitate este o caracteristică relativ răspîndită în limbile lumii. Între limbile romanice numai limba franceză face excepție, prin faptul că accentul cade întotdeauna pe ultima silabă (ori după unii autori el nu există deloc), deci nu poate ajuta la diferențierea cuvintelor. Alte exemple de limbi unde accentul de intensitate nu există sau nu este fonemic sînt: maghiara, finlandeza, macedoneana, japoneza, poloneza etc.
Cuvintele românești pot avea o singură silabă accentuată. În transcrierile fonetice această silabă se marchează cu o mică bară verticală în partea superioară: /ˈ/. Celelalte silabe pot primi (opțional, deci nu fonemic) unul sau mai multe accente mai slabe (secundare), mai ales în cuvintele cu multe silabe; accentele secundare se notează cu același simbol, plasat în partea inferioară: [ˌ]. Se constată că accentele respectă regula conform căreia între două silabe accentuate (cu accent principal sau secundar) trebuie să existe cel puțin o silabă neaccentuată. Fac excepție unele cuvinte compuse, ca de exemplu porthartă: /ˌportˈhar.tə/.

#### Accentul în rădăcinile cuvintelor
În limba română, rădăcina unui cuvânt (partea ireductibilă morfologic) poate avea între una și șase silabe. Structura accentuală a rădăcinilor este relativ liberă, dar nu poate avea absolut orice configurație; de exemplu, în rădăcinile de patru silabe accentul nu poate cădea nici pe prima și nici pe a doua silabă. O vedere de ansamblu este prezentată în tabelul de mai jos, în care datele statistice sînt cele obținute de Emanuel Vasiliu prin numărarea tuturor celor 4780 de rădăcini mai mari de o silabă găsite în Dicționarul limbii române al lui I. A. Candrea.
| Număr de silabe | Poziții posibile ale accentului | Statistică și exemple |
| --------------- | ------------------------------- | --- |
| 1               | Pe singura silabă.              | lup, spun, alb |
| 2               | Pe oricare.                     | Din cele 3123 de rădăcini: - 26% pe prima silabă: cuget, galben - 74% pe a doua silabă: cartof, alerg                                                                             |
| 3               | Pe oricare.                     | Din cele 1481 rădăcini: - numai aproximativ 1% (12 rădăcini) pe prima silabă: veveriță (-ă este sufix) - 25% pe a doua silabă: acopăr - 74% au accentul pe ultima silabă: adăpost |
| 4               | Pe ultima sau penultima.        | Din cele 155 de rădăcini: - 59 pe penultima: panegiric - 96 pe ultima: crestomație (-e este sufix)                                                                                |
| 5               | Pe una din ultimele trei        | Din 19 rădăcini: - 1 pe antepenultima: conopișteriță (-ă este sufix) - 11 pe penultima: preobrajenie (-e este sufix) - 7 pe ultima: samavolnicie (-e este sufix)                  |
| 6               | Numai pe ultima                 | Doar două rădăcini. Exemplu: anastasimatar |

Diferitele tipuri de accentuare se numesc astfel:
- oxitonă: pe ultima silabă,
- paroxitonă: pe penultima silabă,
- proparoxitonă: pe antepenultima silabă.

#### Accentul în cuvinte polimorfemice
Prin combinarea morfemelor într-un cuvânt, accentul este păstrat de unul singur dintre ele, și anume de ultimul care are un accent propriu. De exemplu, cuvântul copilandru, format din morfemele copil și -andru, moștenește accentul acestuia din urmă: /ˌko.piˈlan.dru/. În astfel de cazuri, primul morfem din alcătuirea cuvântului primește opțional un accent secundar pe prima sa silabă, ca în exemplul arătat înainte, cu condiția ca acest accent secundar să nu fie în imediata vecinătate a accentului principal; de aceea fetiță, compus din fată + -iț + -ă, devine /feˈti.ʦə/ (în acest exemplu ultimul morfem nu are propriul său accent).

##### Morfeme flexionare
O categorie importantă de morfeme este cea a morfemelor flexionare, care folosesc la declinarea substantivelor, adjectivelor etc., și la conjugarea verbelor. Din punct de vedere al accentului, morfemele flexionare sînt de trei feluri:
- Neaccentuabile. Morfemele neaccentuabile sînt cele care nu conțin nici o vocală, deci nu pot nici să formeze o silabă și nici să poarte un accent. Un exemplu este desinența /-m/ a persoanei I plural a mai multor forme verbale, ca în ducem, duceam, duseserăm etc.
- Neaccentuate. Toate morfemele flexiunii nominale (substantive, adjective, articole, pronume) și o parte din morfemele flexiunii verbale conțin vocale, dar nu poartă nici un accent intrinsec. Exemple: desinența /-lui̯/ a substantivelor masculine și neutre articulate în cazul genitiv sau dativ (lupului, scaunului); sufixul /-se/ al mai-mult-ca-perfectului (făcuse, cântaseși); desinența /-rə/ a perfectului simplu și mai-mult-ca-perfectului la plural (mâncarăm, mâncaserăm).
- Accentuate. Aici intră numai morfeme ale flexiunii verbale, ca de exemplu desinențele /-ˈez/ și /-ˈesk/ ale prezentului indicativ al unei părți din verbele de conjugarea I, respectiv a IV-a: lucrez, amintesc. În cuvântul flexionat aceste morfeme își păstrează accentul, în defavoarea rădăcinii, așa cum s-a menționat mai sus.

În funcție de definiția care se dă desinenței, constatăm că segmentele /-ˈe̯a.zə/, /-ˈe.ze/, /-ˈeʃ.te/, /-ˈe̯as.kə/, /-ˈəʃ.te/, /-ˈas.kə/ (din lucrează, lucreze, citește, citească, urăște, urască) pot fi considerate fie desinențe ireductibile, fie compuse pe de o parte din desinența /-ˈez/ sau /-ˈesk/ și pe de alta din desinența /-e/ sau /-ə/. Această din urmă abordare are printre altele avantajul că nu admite excepții la observația că toate morfemele flexionare accentuate au exact o singură silabă.
Atunci cînd o rădăcină este urmată de unul sau mai multe morfeme flexionare constatăm următoarele două situații:
- Dacă toate morfemele flexionare sînt neaccentuate sau neaccentuabile, atunci rădăcina își păstrează accentul.
- Dacă secvența de morfeme flexionare conține un morfem accentuat, atunci rădăcina își pierde accentul. În acest caz în mod obligatoriu morfemul accentuat este primul din secvență.

În ambele situații, un eventual morfem neaccentuabil apare fie la sfîrșitul secvenței de morfeme, fie la interior însoțit de o vocală ajutătoare. De exemplu, sufixul /-t/ al participiului anumitor verbe este urmat de vocala /u/ atunci cînd nu este ultimul element dintr-o secvență de morfeme flexionare, ca în /-kɨnˈta.tu.lui̯/.

##### Morfeme derivative
Morfemele derivative sunt acelea care contribuie la formarea cuvintelor derivate. Ele se pot atașa unei rădăcini atât ca prefixe cât și ca sufixe. Spre deosebire de morfemele flexionare, sufixele derivative nu pot fi decât accentuate sau neaccentuate, iar prefixele derivative pot fi doar neaccentuate. Morfeme derivative asilabice (deci neaccentuabile) nu există, nici ca prefixe, nici ca sufixe.
Sufixe derivative neaccentuate. Acestea determină o rădăcină accentuată și nu pot avea o lungime mai mare de o silabă. Unele sufixe derivative neaccentuate par a avea două silabe, ca de exemplu -niță (din viforniță, zaharniță), și unele lucrări le consemnează astfel, dar ele trebuie analizate ca fiind compuse din două morfeme, unul derivativ și unul flexionar, în exemplul citat -niț- și -ă.
Sufixe derivative accentuate. Acestea determină fie o rădăcină neaccentuată, fie una accentuată; în al doilea caz rădăcina își pierde accentul. De exemplu lucrător se compune din rădăcina neaccentuată lucr- (a verbului a lucra, care în toate formele sale are accent numai pe morfemele flexionare atașate) și morfemul derivativ -ător, iar căutător se compune din rădăcina accentuată caut și același sufix -ător; în acest ultim exemplu pierderea accentului are ca efect și o modificare fonemică în rădăcină (transformarea lui a accentuat în ă neaccentuat).
Sufixele accentuate pot avea lungimea de o silabă (/-ˈan/, /-iʃ-/, /-ˈtor/, /-ˈus/ etc.) sau de două silabe (/-ˈa.tik/, /-ˈal.nik/, /-ˈa.ni-/, /-ˈe.liʃt-/, /-ˈeʃ.nis-/ etc.). Trebuie făcută aceeași observație ca la sufixele neaccentuate, și anume că unele sufixe derivative accentuate par a avea două sau trei silabe, dar ele pot fi analizate ca o secvență formată dintr-un sufix derivativ și un morfem flexionar, ca în exemplele de mai jos, la care vocala finală este de fapt o flexiune:
- -ică, -ețe, -ime;
- -anie, -aștină, -eșniță, -orniță, -tudine.

Din analiza sufixelor derivative disilabice rezultă că acestea au invariabil accentul pe prima silabă.
Sufixe derivative cu accentuare oscilantă. Unele sufixe derivative oscilează între categoria celor accentuate și a celor neaccentuate, înregistrându-se astfel variante de accentuare a cuvintelor derivate. De exemplu cuvântul doctoriță se poate accentua fie ca /dok.toˈri.sə/, fie ca /ˈdok.to.ri.sə/, în funcție de caracterul accentuat, respectiv neaccentuat, al sufixului /-ˈis-/.
Sufixe derivative multiple. În afară de cazurile expuse anterior există și cuvinte formate prin derivare succesivă, din două sau trei sufixe derivative. Din analiza acestor situații rezultă că întotdeauna dintre două sau trei sufixe atașate cel mult unul este neaccentuat. Astfel, au fost înregistrate structurile accentuale expuse în tabelul de mai jos, unde [ˈS] reprezintă un sufix accentuat, iar /.S/ unul neaccentuat:
| Structură    | Exemplu                                   |
| ------------ | ----------------------------------------- |
| Două sufixe: |                                           |
| [ˈS ˈS]      | /-ˈʃug/ + /-ˈar/ meșteșugar               |
| [ˈS .S]      | /-ˈist/ + /-.ik/ aprioristic              |
| [.S ˈS]      | /-.ik/ + /-ˈos/ economicos                |
| Trei sufixe: |                                           |
| [ˈS ˈS ˈS]   | /-ˈuʃ/ + /-ˈar/ + /-ˈesk/ călușeresc      |
| [ˈS ˈS .S]   | /-ˈan/ + /-ˈesk/ + /-.e/ golănește        |
| [ˈS .S ˈS]   | /-ˈor/ + /-.ik/ + /-ˈesk/ arhipăstoricesc |
| [.S ˈS ˈS]   | /-.ik/ + /-ˈal/ + /-ˈism/ clericalism     |

Prefixe derivative. Acestea sunt întotdeauna neaccentuate, deci cuvintele derivate astfel nu suferă modificări ale structurii accentuale.

## Silaba
- Chizaru - Borsalino
- Acainu - Sacazuchi
- Aochiji - Cuzan